# Schnuttenbach
Schnuttenbach ist ein Gemeindeteil von Offingen im schwäbischen Landkreis Günzburg in Bayern.

## Geographie
Das Kirchdorf liegt circa einen Kilometer östlich von Offingen an der Staatsstraße 2025. 

## Geschichte
Schnuttenbach wurde erstmals 1298 in einer Papsturkunde im Zusammenhang mit dem Kloster Neresheim urkundlich erwähnt. 1312 kamen die Güter dieses Klosters in Schnuttenbach an das Kloster Wettenhausen, das diese 1570 verkaufte. In der Folgezeit gehörten die Güter in Schnuttenbach unterschiedlichen Besitzern. 
Die ehemals selbstständige Gemeinde Schnuttenbach wurde am 1. Mai 1978 nach Offingen eingegliedert. 

## Sehenswürdigkeiten
- Katholische Filialkirche St. Ursula mit Glasmalereien von Josef Oberberger (1989) sowie Werken von Michael Kampik (* 1948; † 6. Februar 2016)